# Parque nacional Kellerwald-Edersee
Parque nacional Kellerwald-Edersee (en alemán: Nationalpark Kellerwald-Edersee) es un parque nacional en la parte norte del bosque de montaña de Waldeck-Frankenberg, en Hesse, parte del país europeo de Alemania. 
El Servicio de Parques Nacionales se encuentra en el este de la ciudad de Bad Wildungen. Posee una superficie de 57,40 kilómetros cuadrados.
El parque nacional Kellerwald-Edersee es casi tan grande como el Ederhöhen, una pequeña montaña que se encuentra al sur de Edersee.